# L'ultimo harem
L'ultimo harem è un film italiano del 1981, diretto da Sergio Garrone.

## Trama
Il principe Almalarik è un ricco petroliere, titolare di un harem. Un giorno, in Costa Azzurra, conosce la fotomodella Laura e la sposa. Solo dopo il matrimonio la ragazza scoprirà di essere la quarta delle mogli di Almalarik. Scappa quindi dall'harem perché non vuole spartire il marito con nessuna delle altre e giura di tornare solo se lui si sbarazzerà delle prime tre mogli.